# Carlos Márquez Rodríguez

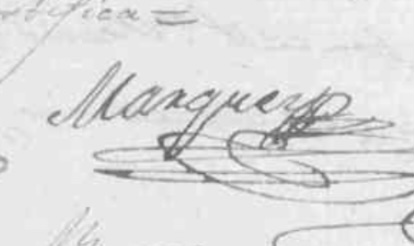
Autograf von Carlos Márquez, ca. 1840

Carlos Márquez Rodríguez (* 4. November 1791 in Badajoz, Extremadura, Spanien; † 3. April 1878 ebenda) war ein spanischer liberaler Politiker in verschiedenen Ämtern seiner Region und im spanischen Parlament in Madrid. Er stammte aus einer wohlhabenden Familie.

## Leben
Carlos Márquez war mit Teresa Villarroel Ferrera, die zu einer sehr vermögenden Familie aus Barcarrota gehörte, verheiratet. Sein Sohn war der angesehene Wissenschaftler Emilio Márquez Villarroel.

## Schaffen

### Politische Orientierung
Er setzte sich für die politische und wirtschaftliche Modernisierung Spaniens ein und forderte eine liberale Verfassung für das von Großgrundbesitz, Adel und Kirche an moderner Entwicklung gehinderte Land. So gehörte er zu den „1812er“ („Doceañistas“) und in der liberalen Bewegung, die besonders von Politikern aus der Extremadura in Spanien gefördert wurde, zu den Fortschrittspolitikern („Progresistas“).

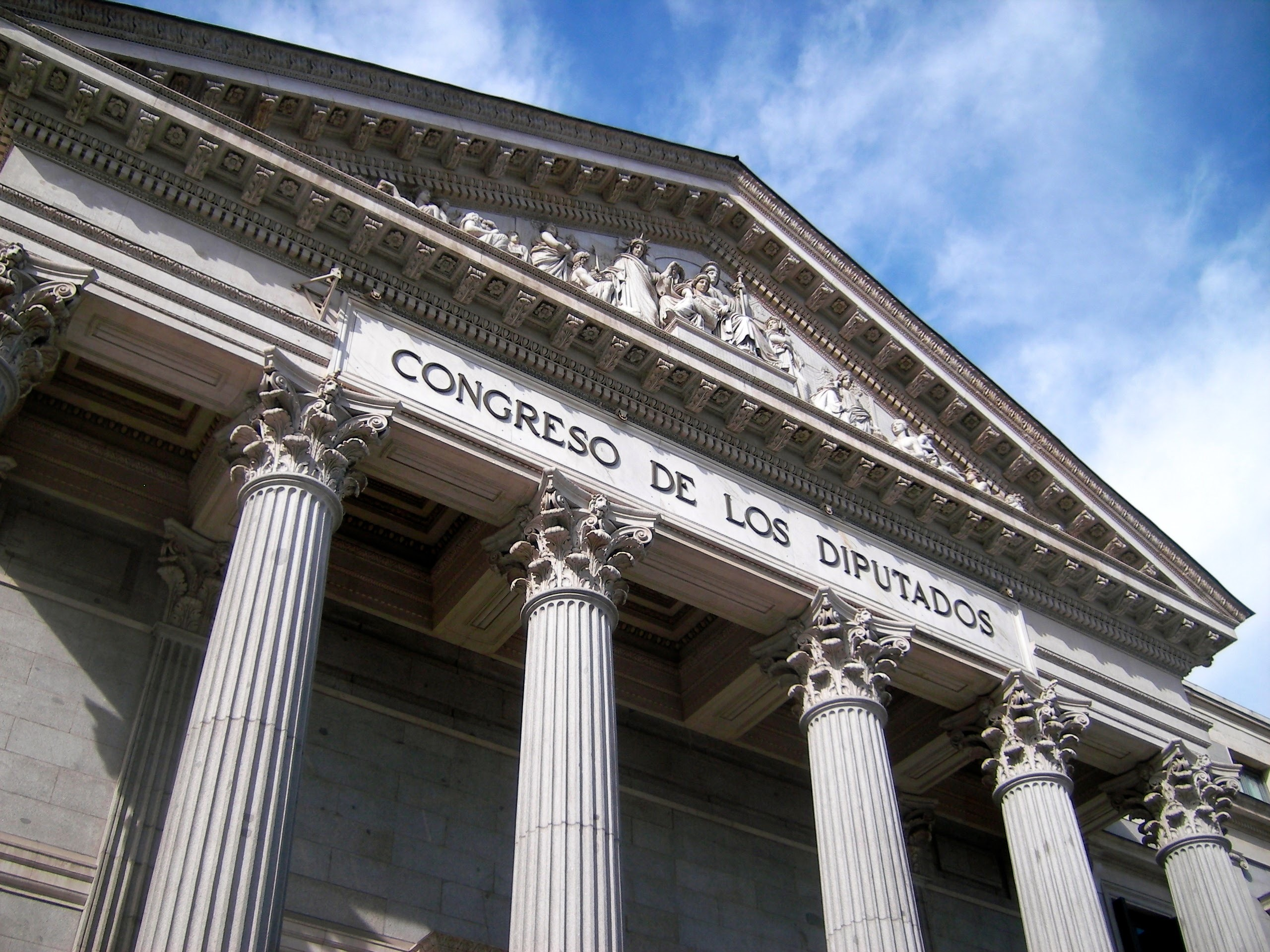
Das_spanische_Parlament

### Karriere
1836, 1837, 1840, 1841 und 1843 wurde er in die Regionalregierung der Provinz Badajoz gewählt und kümmerte sich um verschiedene Politikfelder. Finanzen und Kriegswesen gehörten dazu.
Höhepunkt seiner Karriere war 1854 seine Wahl ins nationale Parlament in Madrid.